# Петлите
Петлите е бивше село в област Кърджали.
Турското име на селото е Хорозлар. Към 1934 г. попада в землището на община Дарец.
През 1957 г. цялата община Дарец, включително и село Петлите, е изселена във връзка с построяването на язовир Студен кладенец.
| Година  | Брой жители |
| ------- | ----------- |
| 1926 г. | 335 души    |
| 1934 г. | 370 души    |
| 1946 г. | 359 души    |
| 1956 г. | 53 души     |